# 바나흐 공간
함수해석학에서 바나흐 공간(Banach空間, 영어: Banach space)은 완비 노름 공간이다. 함수해석학의 주요 연구 대상 가운데 하나다. 스테판 바나흐의 이름을 땄다.

## 정의
{\displaystyle \mathbb {K} \in \{\mathbb {R} ,\mathbb {C} \}}가 실수체 또는 복소수체라고 하자.
{\displaystyle \mathbb {K} }-노름 공간 {\displaystyle (X,\|\cdot \|)}에 대하여 다음 두 조건이 서로 동치이며, 이를 만족시키는 {\displaystyle \mathbb {K} }-노름 공간을 {\displaystyle \mathbb {K} }-바나흐 공간이라고 한다.
- (노름으로 정의한 거리 함수를 부여하면) 완비 거리 공간이다. 즉, 모든 코시 열이 수렴한다.
- 모든 절대 수렴 급수가 수렴한다. 즉, 임의의 점렬 {\displaystyle (v_{i})_{i\in \mathbb {N} }\subseteq X}에 대하여, 만약 {\displaystyle \textstyle \sum _{i\in \mathbb {N} }\|v_{i}\|<\infty }라면, 급수 {\displaystyle \textstyle \sum _{i\in \mathbb {N} }v_{i}} 역시 (노름으로 정의한 거리 위상에 대하여) 수렴한다.[5]:8, §1.2, Exercise 1.2.1

체 {\displaystyle \mathbb {K} }를 실수체 또는 복소수체로 국한하는 이유는 노름 공간에 완비성을 가정하려면 그 체가 완비되어야 하기 때문이다. (예를 들어, 유리수체는 완비되지 못한다.)

### 부분 공간
{\displaystyle \mathbb {K} }-바나흐 공간 {\displaystyle V}의 부분 벡터 공간 {\displaystyle \iota \colon W\hookrightarrow V}가 주어졌다고 하자. 만약 {\displaystyle W}가 닫힌집합이라면 {\displaystyle W}는 역시 바나흐 공간을 이룬다.
만약 다음 조건을 만족시키는 선형 변환 {\displaystyle P\colon V\to W}가 존재한다면, {\displaystyle W}를 여공간을 가지는 부분 공간(영어: complemented subspace)라고 한다.
- {\displaystyle P}는 전사 함수이다.
- {\displaystyle \iota \circ P\colon V\to V}는 ({\displaystyle W}로의) 사영이다. 즉, {\displaystyle \iota \circ P\circ \iota \circ P=\iota \circ P}이다.
- {\displaystyle P}는 유계 작용소이다.

여분 부분 공간은 (연속 함수의 상이므로) 항상 닫힌집합이다. 즉, 바나흐 공간의 부분 벡터 공간에 대하여 다음과 같은 함의 관계가 존재한다.
여공간을 가지는 부분 공간 ⇒ 닫힌 부분 벡터 공간 ⇒ 부분 벡터 공간
여분 부분 공간 {\displaystyle W\subseteq V}가 주어졌을 때, 바나흐 공간 {\displaystyle V}를 다음과 같이 분해할 수 있다.
{\displaystyle V=W\oplus \ker P}
그러나 이러한 {\displaystyle P}는 유일하지 않을 수 있다.

## 연산

### 완비화
{\displaystyle \mathbb {K} }-노름 공간 {\displaystyle V}가 주어졌다고 하자. 그렇다면, 다음 조건을 만족시키는 {\displaystyle \mathbb {K} }-바나흐 공간 {\displaystyle {\bar {V}}} 및 등거리 선형 변환 {\displaystyle \iota \colon V\to {\bar {V}}}가 존재한다.
- 상 {\displaystyle \iota (V)\subseteq {\bar {V}}}는 {\displaystyle {\bar {V}}}의 조밀 집합이다.

또한, 이는 다음과 같은 보편 성질을 만족시킨다.
- 임의의 {\displaystyle \mathbb {K} }-바나흐 공간 {\displaystyle W} 및 등거리 선형 변환 {\displaystyle j\colon V\to W}에 대하여, 만약 {\displaystyle j(V)}가 조밀 집합이라면, {\displaystyle j=i\circ \iota }인 바나흐 공간 동형 사상(=등거리 선형 위상 동형 사상) {\displaystyle i\colon {\bar {V}}\to W}가 존재한다.

{\displaystyle {\bar {V}}}는 거리 공간으로서 {\displaystyle V}의 거리 공간 완비화와 같다. 만약 {\displaystyle V}가 이미 바나흐 공간이라면 {\displaystyle \iota }는 바나흐 공간 동형 사상이다.

### 부분 공간과 몫공간
{\displaystyle \mathbb {K} }-바나흐 공간 {\displaystyle X}의 {\displaystyle \mathbb {K} }-부분 벡터 공간 {\displaystyle Y\subseteq X}에 제한 노름 {\displaystyle \|\|_{X}\upharpoonright Y}를 부여하면, 이는 노름 공간을 이룬다. 이 경우, 다음 두 조건이 서로 동치이다.
- {\displaystyle Y}는 {\displaystyle \mathbb {K} }-바나흐 공간을 이룬다.
- {\displaystyle Y}는 닫힌집합이다.

또한, 닫힌 부분 벡터 공간 {\displaystyle Y\subseteq X}에 대한 몫공간 {\displaystyle X/Y} 위에
{\displaystyle \lVert x+Y\rVert =\inf _{y\in Y}\lVert x+y\rVert }
으로 노름을 주자. 그렇다면 {\displaystyle X/Y} 역시 {\displaystyle \mathbb {K} }-바나흐 공간을 이룬다.

### 상
다음 데이터가 주어졌다고 하자.
- {\displaystyle \mathbb {K} }-바나흐 공간 {\displaystyle X}
- {\displaystyle \mathbb {K} }-노름 공간 {\displaystyle Y}
- 연속 열린 {\displaystyle \mathbb {K} }-선형 변환 {\displaystyle T\colon X\to Y}

그렇다면, {\displaystyle T(X)}는 {\displaystyle \mathbb {K} }-바나흐 공간이다.

### 직합
다음 데이터가 주어졌다고 하자.
- {\displaystyle \mathbb {K} }-노름 공간의 집합 {\displaystyle (V_{i})_{i\in I}}
- 확장된 실수 {\displaystyle 1\leq p\leq \infty }

그렇다면, 직합
{\displaystyle {\tilde {V}}=\bigoplus _{i\in I}V_{i}}
위에 다음과 같은 노름을 정의하자.
{\displaystyle \left\|\bigoplus _{i\in I}v_{i}\right\|={\begin{cases}{\sqrt[{p}]{\sum _{i\in I}\|v_{i}\|_{V_{i}}^{p}}}&p<\infty \\\max _{i\in I}\|v_{i}\|_{V_{i}}&p=\infty \end{cases}}}
그렇다면, {\displaystyle {\tilde {V}}}는 {\displaystyle \mathbb {K} }-내적 공간을 이룬다.
만약 {\displaystyle I}가 유한 집합이라면, 다음 두 조건이 서로 동치이다.
- 모든 {\displaystyle i}에 대하여 {\displaystyle V_{i}}가 바나흐 공간이다.
- {\displaystyle {\tilde {V}}}는 바나흐 공간이다.

이 경우, {\displaystyle {\tilde {V}}}의 ({\displaystyle p}-노름으로 정의되는) 위상은 {\displaystyle p}에 의존하지 않는다.
그러나 만약 {\displaystyle I}가 무한 집합이라면, {\displaystyle V_{i}}가 모두 바나흐 공간이라도 {\displaystyle {\tilde {V}}}가 바나흐 공간이 아닐 수 있다. 이 경우 {\displaystyle {\tilde {V}}}의 완비화 {\displaystyle V}를 취해야 하며, 그 결과는 일반적으로 {\displaystyle p\in [1,\infty ]}에 따라 다르다.

### 텐서곱
힐베르트 공간의 경우 간단하고 유일한 텐서곱이 존재하지만, 바나흐 공간의 텐서곱 이론은 유일하지 않으며 복잡하다. 특히, 대략 "최대" 텐서곱인 사영 위상 텐서곱(영어: projective topological tensor product)과 "최소" 텐서곱인 단사 위상 텐서곱(영어: injective topological tensor product)이 존재한다. 이 둘은 일반적으로 서로 다르며, 또한 (힐베르트 공간의 경우) 힐베르트 텐서곱과도 다르다.

## 성질

### 바나흐 공간 사이의 선형 변환
바나흐-샤우데르 정리(-定理, 영어: Banach-Schauder theorem) 또는 열린 사상 정리(-寫像定理, 영어: open mapping theorem)에 따르면, 임의의 두 {\displaystyle \mathbb {K} }-바나흐 공간 {\displaystyle V}, {\displaystyle W} 사이의 전사 유계 작용소 {\displaystyle T\colon V\to W}는 열린 함수이다.:48, Theorem 2.11 특히, 두 바나흐 공간 사이의 전단사 선형 변환은 항상 위상 벡터 공간의 동형 사상이다. (그러나 이는 등거리 변환이 아닐 수 있다.)
이 정의는 베르 범주 정리를 사용하여 다음과 같이 증명될 수 있다.
특히, 이에 따라 두 바나흐 공간 사이의 전단사 유계 작용소는 위상 벡터 공간의 동형이다.:51, Theorem 2.15 또한, 바나흐 공간의 닫힌 그래프 정리(영어: closed graph theorem)에 따르면, 두 {\displaystyle \mathbb {K} }-바나흐 공간 {\displaystyle V}, {\displaystyle W} 사이의 {\displaystyle \mathbb {K} }-선형 변환 {\displaystyle T\colon V\to W}에 대하여 다음 세 조건이 서로 동치이다.
- 연속 함수이다.
- 유계 작용소이다.
- {\displaystyle \operatorname {graph} T=\{(v,Tv)\colon v\in V\}\subseteq V\oplus W}는 (곱위상을 부여한) {\displaystyle V\oplus W} 속의 닫힌집합이다.

즉, 두 바나흐 공간 사이의 유계 작용소에 대하여 다음 함의 관계가 성립한다.
| 닫힌 그래프 선형 변환 |   |                    |   |                  |
| ⇕                     |   |                    |   |                  |
| 연속 선형 변환        |   |                    |   |                  |
| ⇕                     |   |                    |   |                  |
| 유계 작용소           | ⇐ | 전사 유계 작용소   | ⇒ | 열린 유계 작용소 |
| ⇑                     |   | ⇑                  |   |                  |
| 단사 유계 작용소      | ⇐ | 전단사 유계 작용소 | ⇒ | 닫힌 유계 작용소 |
|                       |   | ⇕                  |   |                  |
| 위상 동형 유계 작용소 |   |                    |   |                  |
이 밖에도, 두 바나흐 공간 사이의 유계 작용소의 열에 대하여 균등 유계성 원리가 성립한다.

### 함의 관계
다음과 같은 함의 관계가 성립한다.
| {\displaystyle \mathbb {K} }-힐베르트 공간 | ⇒ | {\displaystyle \mathbb {K} }-반사 바나흐 공간 | ⇒ | {\displaystyle \mathbb {K} }-바나흐 공간 |
| ⇓                                          |   |                                               |   | ⇓                                        |
| {\displaystyle \mathbb {K} }-내적 공간     | ⟹ | ⟹                                             | ⟹ | {\displaystyle \mathbb {K} }-노름 공간   |

### 샤우데르 기저
벡터 공간의 (하멜) 기저나 힐베르트 공간의 정규 직교 기저와 달리, 바나흐 공간 이론에서 기저의 개념은 복잡하다. 바나흐 공간의 경우 샤우데르 기저라는 개념을 정의할 수 있지만, 샤우데르 기저를 갖지 않는 바나흐 공간이 존재하며, 또한 샤우데르 기저의 원소들의 순서가 중요하다.

### 바나흐 공간 위의 미적분학
바나흐 공간 속의 열린집합 위에 정의된 함수의 경우, 프레셰 도함수라는 일종의 도함수를 정의할 수 있다. 이를 통해, 바나흐 공간 위의 (비선형) 미적분학을 전개할 수 있다.

## 분류
분해 가능 바나흐 공간에 대하여 다음과 같은 분류 정리가 존재한다.

### L1의 몫공간으로의 표현
모든 분해 가능 {\displaystyle \mathbb {K} }-바나흐 공간은 르베그 공간 {\displaystyle \ell ^{1}(\mathbb {K} )}의 몫공간이다. 즉, {\displaystyle \ell ^{1}(\mathbb {K} )}에 닫힌 {\displaystyle \mathbb {K} }-부분 벡터 공간 {\displaystyle M}이 존재하여, {\displaystyle X\cong \ell ^{1}(\mathbb {K} )/M}이다.

### C0{\displaystyle {\mathcal {C}}^{0}}의 부분 공간으로의 표현
바나흐-마주르 정리(Banach-Mazur定理, 독일어: Banach–Mazur theorem)에 따르면, 임의의 {\displaystyle \mathbb {K} }-바나흐 공간 {\displaystyle V}에 대하여 다음이 성립한다.
- 어떤 콤팩트 하우스도르프 공간 {\displaystyle K} 및 등거리 {\displaystyle \mathbb {K} }-선형 변환 {\displaystyle \iota \colon V\to {\mathcal {C}}^{0}(K,\mathbb {K} )}가 존재한다.
- 만약 {\displaystyle V}가 분해 가능 공간이라면, 등거리 {\displaystyle \mathbb {K} }-선형 변환 {\displaystyle \iota \colon V\to {\mathcal {C}}^{0}([0,1],\mathbb {K} )}가 존재한다.

여기서 {\displaystyle {\mathcal {C}}^{0}(-,\mathbb {K} )}는 {\displaystyle \mathbb {K} }값의 연속 함수들의 바나흐 대수이며, 그 위의 노름은
{\displaystyle \|f\|=\sup _{x\in K}|f(x)|}
이다.
이는 구체적으로 다음과 같이 구성할 수 있다. 분해 가능 실수 바나흐 공간 {\displaystyle V}가 주어졌을 때, 그 연속 쌍대 공간 {\displaystyle V'}의 단위 닫힌 공 {\displaystyle K=\operatorname {ball} _{V'}(0,1)}을 생각하고, 그 위에 약한-* 위상을 부여하자. 이는 바나흐-앨러오글루 정리에 의하여 콤팩트 하우스도르프 공간이다. 약한-* 위상의 정의에 따라, 임의의 {\displaystyle v\in V}에 대하여 연속 함수
{\displaystyle K\to \mathbb {K} }
{\displaystyle f\mapsto f(v)}
는 연속 함수이다. 즉, 이는 연속 함수
{\displaystyle V\to {\mathcal {C}}^{0}(K)}
{\displaystyle v\mapsto (f\mapsto f(x))}
를 정의한다. 이는 등거리 선형 변환임을 쉽게 보일 수 있다.
만약 {\displaystyle V}가 추가로 분해 가능 공간이라면, {\displaystyle {\mathcal {C}}^{0}(K,\mathbb {R} )}는 {\displaystyle {\mathcal {C}}^{0}([0,1],\mathbb {R} )}의 부분 공간으로 등거리 매장할 수 있음을 보일 수 있다.

### 바나흐-마주르 거리
바나흐-마주르 콤팩트 공간(영어: Banach–Mazur compactum)이라는, 유한 차원 바나흐 공간의 일종의 모듈라이 공간이 존재한다.
자연수 {\displaystyle n} 및 {\displaystyle \mathbb {K} \in \{\mathbb {R} ,\mathbb {C} \}} 및 두 {\displaystyle n}차원 실수 바나흐 공간 {\displaystyle V}, {\displaystyle W}가 주어졌다고 하자. 그렇다면, 그 사이의 전단사 {\displaystyle \mathbb {K} }-선형 변환들의 공간 {\displaystyle \operatorname {GL} (V,W)}을 생각할 수 있다. 이 경우, {\displaystyle V}와 {\displaystyle W} 사이의 바나흐-마주르 거리(영어: Banach–Mazur distance)는 다음과 같다.
{\displaystyle d(V,W)=\ln _{T\in \operatorname {GL} (V,W)}\|T\|\|T^{-1}\|}
여기서 {\displaystyle \|T\|}는 작용소 노름이다.
이는 삼각 부등식을 만족시킨다. {\displaystyle n}차원 {\displaystyle \mathbb {K} }-바나흐 공간들의 (등거리) 동형류들의 공간은 이 거리 함수를 통해 콤팩트 거리 공간을 이룬다. 이를 바나흐-마주르 콤팩트 공간이라고 한다.

## 예

### 유클리드 공간
자연수 {\displaystyle n\in \mathbb {N} }에 대하여, 유한 차원 {\displaystyle \mathbb {K} }-벡터 공간 {\displaystyle \mathbb {K} ^{n}} 위에 노름
{\displaystyle \|(x_{1},\dots ,x_{n})\|={\sqrt {|x_{1}|^{2}+\cdots +|x_{n}|^{2}}}}
를 부여하면, 이는 {\displaystyle \mathbb {K} }-바나흐 공간을 이룬다.

### 르베그 공간
임의의 측도 공간 {\displaystyle (X,\Sigma ,\mu )} 및 확장된 실수 {\displaystyle 1\leq p\leq \infty }에 대하여, 르베그 공간 {\displaystyle \operatorname {L} ^{p}(X;\mathbb {K} )}는 {\displaystyle \mathbb {K} }-바나흐 공간을 이룬다.

### 수렴 수열 공간
수렴 수열 공간 {\displaystyle \operatorname {c} (\mathbb {K} )}과 영 수렴 수열 공간 {\displaystyle \operatorname {c} _{0}(\mathbb {K} )}은 둘 다 {\displaystyle \mathbb {K} }-바나흐 공간을 이룬다.

### 힐베르트 공간
임의의 {\displaystyle \mathbb {K} }-힐베르트 공간 {\displaystyle {\mathcal {H}}}에 대하여,
{\displaystyle \|v\|={\sqrt {\langle v,v\rangle }}\qquad (v\in {\mathcal {H}})}
로 노름을 정의하면 이는 {\displaystyle \mathbb {K} }-바나흐 공간을 이룬다.

### 연속 함수 공간
콤팩트 하우스도르프 공간 {\displaystyle X}가 주어졌다고 하자. 그렇다면, {\displaystyle X} 위의, {\displaystyle \mathbb {K} }값의 연속 함수들의 {\displaystyle \mathbb {K} }-벡터 공간
{\displaystyle {\mathcal {C}}^{0}(X,\mathbb {K} )}
에 다음과 같은 노름을 줄 수 있다.
{\displaystyle \|f\|=\max _{x\in X}|f(x)|}
이는 {\displaystyle \mathbb {K} }-바나흐 공간을 이룬다. 사실, 점별 곱셈을 통해 이는 추가로 {\displaystyle \mathbb {K} }-바나흐 대수를 이룬다.

## 역사
스테판 바나흐가 1922년부터 연구하였다. 이 밖에도, 한스 한과 에두아르트 헬리가 바나흐 공간 이론의 초기 연구에 기여하였다.
바나흐-마주르 정리는 스테판 바나흐와 스타니스와프 마주르가 증명하였다. 바나흐-샤우데르 정리와 그 따름정리인 닫힌 그래프 정리는 스테판 바나흐가 1929년에 발표하였고,:238 이듬해 율리우시 샤우데르가 개량하였다.:261, §5.4:466, §14.4